# 918
Cette page concerne l'année 918  du calendrier julien. Pour l'année 918 av. J.-C., voir 918 av. J.-C.
L'année 918 est une année commune qui commence un jeudi.

## Événements
- L'émir lemtouna d'Aoudaghost, Tamîm ibn al-Athîr, est tué à la suite d'une révolte de notables. Après sa mort, la confédération sanhadja se disloque et des luttes fratricides s'ensuivent durant 120 ans[1]. L'empire du Ghana obtient son indépendance et atteint son apogée (918-1076)[2].

- En Corée, le roi Gung Ye de Taebong (en) est déposé par ses généraux et assassiné par son peuple alors qu'il tentait de fuir. Il est remplacé par l'un de ses généraux, Wang Geon, qui fonde la dynastie Goryeo[3].

- En Chine, l'empereur Taizu fonde Shangjing, l'une des cinq capitales de la dynastie Liao[4].

### Europe
- 6 juillet : Guillaume II le Jeune devient duc d'Aquitaine à la mort de son oncle Guillaume le Pieux[5]. Le marquisat de Gothie passe aux comtes de Toulouse entre 918 et l’avènement de Raimond Pons en 924[6].
- 11 septembre : Elstrude, veuve de Baudouin II de Flandre, est mentionnée comme comtesse à côté de ses fils dans un acte de donation à l'abbaye Saint-Pierre de Gand[7],[8].

- En Grande-Bretagne, Édouard l'Ancien, roi de Wessex, et sa sœur Æthelflæd, qui gouverne la Mercie, lancent une nouvelle offensive contre les Danois des Cinq Bourgs. Édouard s'empare des forts de Stamford et de Nottingham, tandis que Leicester se rend à Æthelflæd au début de l'année. Les habitants de York veulent se placer sous sa protection, mais elle meurt le 12 juin à Tamworth, avant de pouvoir accéder à leur requête. Sa fille Ælfwynn lui succède, mais elle est déposée par Édouard quelque temps plus tard, peut-être en décembre 918, ou bien l'année suivante. La Mercie est alors réunie au Wessex[9].

- En Espagne, les rois Sanche de Pampelune et Ordoño II de León partent en campagne contre les Banu Qasi. Ils menacent les villes de Nájera, Tudela et Valtierra, dans la vallée haute de l'Èbre[10].
- Richard le Justicier devient duc de Bourgogne vers 918-921[11].
- En Francie occidentale, le roi Charles III le Simple donne sa villa viticole de Suresnes aux moines de Saint-Germain-des-Prés[12].